# Otis Rush
Otis Rush Jr., conhecido simplesmente por Otis Rush (Filadélfia, 29 de abril de 1934 - 29 de setembro de 2018) foi um cantor e guitarrista de blues estadunidense.
Considerado o 53º melhor guitarrista de todos os tempos pela revista norte-americana Rolling Stone, Rush era canhoto e usava a guitarra para destros simplesmente virada ao contrário, sem trocar o encordoamento. Com isso, a corda mais fina (E) ficava em cima, e os bends tinham que ser realizados para baixo, contribuindo para seu som distinto. Outros guitarristas que utilizam o instrumento dessa maneira são Albert King, Dick Dale e Edgard Scandurra. Outra de suas características era quase sempre aparecer em público usando o seu indefectível chapéu de cowboy.
Inovador e inventor do estilo que ficou conhecido como "West Side Chicago Blues" - um blues ao mesmo tempo mais lírico e mais ritmicamente complexo - servindo de influência a guitarristas de renome, como Eric Clapton, Jimmy Page, Stevie Ray Vaughan, Johnny Winter e Duane Allman. Por conta disso, Otis figura no panteão do Blues, ao lado de nomes como Buddy Guy e Magic Sam.
Suas obras mais famosas são "All Your Love (I Miss Loving)", "I Can't Quit You Baby" - que mais tarde seria regravada pelo Led Zeppelin e também pelos Rolling Stones - e "Double Trouble", que foi homenageada pelo Stevie Ray Vaughan que assim nomeou sua banda. Ao longo de sua trajetória musical, recebeu 5 indicações ao Grammy Awards, tendo vencido em 1999 na categoria Melhor Álbum de Blues Tradicional com o álbum Any Place I'm Going.

## Carreira
Rush iniciou sua carreira musical depois de se mudar para Chicago, Illinois em 1948 tocando em bares e clubes na cena de blues do sul e oeste, entre 1956 e 1958 gravou oito singles pela Cobra Records, alguns com participação de Ike Turner ou Jody Williams. Seu primeiro single "I can't quit you baby" alcançou o sexto lugar nas paradas de sucesso R&B da revista Billboard.
Depois da falência da Cobra Records em 1959, Rush passou a gravar pela Chess Records. Gravou apenas oito músicas nessa gravadora, elas foram lançadas na compilação "Door to door" em 1969 que também conta com músicas de Albert King.
Em 2004 Rush sofreu um infarto e precisou se afastar dos palcos.

## Morte
Otis veio a falecer no dia 29 de setembro de 2018, aos 84 anos, vitimado por complicações do acidente vascular cerebral. Sua morte foi anunciada em seu site por sua esposa Masaki.

## Prêmios e Indicações
| Ano  | Prêmio                    | Categoria                                 | Trabalho Indicado                         | Resultado | Ref.  |
| ---- | ------------------------- | ----------------------------------------- | ----------------------------------------- | --------- | ----- |
| 1979 | 20th Annual Grammy Awards | Best Ethnic or Traditional Folk Recording | Right Place, Wrong Time                   | Indicado  | [ 4 ] |
| 1979 | 22nd Annual Grammy Awards | Best Ethnic or Traditional Folk Recording | So Many Roads                             | Indicado  | [ 4 ] |
| 1995 | 37th Annual Grammy Awards | Best Traditional Blues Album              | Ain't Enough Comin' In                    | Indicado  | [ 4 ] |
| 1999 | 41st Annual Grammy Awards | Best Traditional Blues Album              | Any Place I'm Going                       | Venceu    | [ 4 ] |
| 2008 | 50th Annual Grammy Awards | Best Traditional Blues Album              | Live... and in Concert from San Francisco | Indicado  | [ 7 ] |

### Honrarias
- Em 1984 Rush foi induzido ao Blues Hall of Fame.[8]
- Em 2010, foi agraciado com um Lifetime Achievement Award da revista Blues Blast Magazine.[9]
- Em 2015, a Rolling Stone o colocou na posição 53 de sua lista dos 100 maiores guitarristas de todos os tempos.[1]
- Em 20 de abril de 2018, Otis recebeu um Lifetime Achievement Award da Jazz Foundation of America "por toda uma vida de gênio e deixando uma marca indelével no mundo do blues e da linguagem universal da música".[10]

## Estilo e Características
Rush tinha um estilo único de tocar sua guitarra que apresentava um som lento, ardente e glissando. Inovador, é creditado a ele a invenção de um estilo que ficou conhecido como "West Side Chicago Blues" - um blues eletrificado, ao mesmo tempo mais lírico e mais ritmicamente complexo - que serviu de influência a guitarristas de renome, como Eric Clapton, Jimmy Page, Stevie Ray Vaughan, Johnny Winter e Duane Allman
Sobre seu naipe vocal, para Bill Dahl, do allmusic.com, Rush tinha uma "voz de tenor abrangente e poderosa".
Outra de suas características era quase sempre aparecer em público usando o seu indefectível chapéu de cowboy.

## Discografia

### Álbuns de estúdio
- 1969 Mourning in the Morning (Cotillion)
- 1974 Screamin' and Cryin (Black & Blue)
- 1975 Cold Day in Hell (Delmark)
- 1976 So Many Roads (Delmark)
- 1976 Right Place, Wrong Time (Bullfrog)
- 1978 Doubles Troubles (Sonet)
- 1988 Tops (Blind Pig)
- 1989 Blues Interaction – Live in Japan 1986 (P-Vine)
- 1991 Lost in the Blues (Alligator Records ALCD4797)
- 1993 Live in Europe (Evidence Music ECD 26034-2)
- 1994 Ain't Enough Comin' In (This Way Up)
- 1998 Any Place I'm Going (House of Blues)
- 2006 Live... and in Concert from San Francisco (Blues Express)
- 2009 Chicago Blues Festival 2001 (P-Vine)

### Coletâneas
- 1969 Door to Door (Chess Records) (com Albert King)
- 1989 I Can't Quit You Baby – The Cobra Sessions 1956–1958 (P-Vine Records)
- 2000 Good 'Uns – The Classic Cobra Recordings 1956–1958 (Demon Music Group)
- 2000 The Essential Otis Rush – The Classic Cobra Recordings 1956–1958 (Fuel Records)
- 2002 Blue on Blues – Buddy Guy & Otis Rush (Fuel Records)
- 2005 All Your Love I Miss Loving – Live at the Wise Fools Pub, Chicago (Delmark Records)
- 2006 Live at Montreux 1986 (Eagle Rock Entertainment) (juntamente com Eric Clapton e Luther Allison)

### Singles
- 1956 "I Can't Quit You Baby" / "Sit Down Baby" (Cobra 5000)
- 1956 "My Love Will Never Die" / "Violent Love" (Cobra 5005)
- 1957 "Groaning the Blues" / "If You Were Mine" (Cobra 5010)
- 1957 "Jump Sister Bessie" / "Love That Woman" (Cobra 5015)
- 1957 "She's a Good 'Un" / "Three Times a Fool" (Cobra 5023)
- 1958 "Checking on My Baby" / "It Takes Time" (Cobra 5027)
- 1958 "Double Trouble" / "Keep On Loving Me Baby" (Cobra 5030)
- 1958 "All Your Love (I Miss Loving)" / "My Baby's a Good 'Un" (Cobra 5032)
- 1960 "So Many Roads So Many Trains" / "I'm Satisfied" (Chess 1751)
- 1960 "You Know My Love" / "I Can't Stop Baby" (Chess 1775)
- 1962 "Homework" / "I Have to Laugh" (Duke 356)
- 1969 "Gambler's Blues" / "You're Killing My Love" (Cotillion 44032)

### DVDs
- 2003 Live Part One (Blues Express)
- 2006 Live at Montreux 1986 (Eagle Rock Entertainment)